# Kri-Kri, die Herzogin von Tarabac
Kri-Kri, die Herzogin von Tarabac è un film muto del 1920 diretto da Friedrich Zelnik,

## Produzione
Il film fu prodotto da Friedrich Zelnik per la Zelnik-Mara-Film GmbH (Berlin).

## Distribuzione
In Germania, il film fu presentato in prima al Marmorhaus di Berlino nel 1920